# KS Pomorzanin Toruń
KS Pomorzanin Toruń is een Poolse club uit Toruń. De club werd opgericht in 1935.
Naast voetbal kan er ook gedaan worden aan hockey en boksen. Vroeger was het mogelijk om te atletiek, basketbal, gewichtheffen, gymnastiek, ijshockey, kanoën, kunstschaatsen, roeien, schaak, tafeltennis, watersport, wielersport, zeilen en zwemmen.

## Erelijst
- Veld:
  - Pools kampioen: 1 (1990)
  - Zilver: 3 (1989, 2010, 2011)
  - Brons: 10 (1984, 1987, 1988, 1991, 1993, 1994, 1995, 1998, 1999, 2007)

- Zaal:
  - Pools kampioen: 4 (1987, 1988, 1990, 1991)
  - Zilver: 11 (1985, 1986, 1989, 1993-96, 1998, 1999, 2002, 2008)
  - Brons: 7 (1992, 1997, 2000, 2001, 2007, 2010, 2011)